# 朴正林
朴正林（韓語：박정림，1970年9月25日—），韩国前女子手球运动员。她曾代表韩国国家队参加1992年和1996年夏季奥林匹克运动会手球比赛，获得一枚金牌和一枚银牌。